# مس بنزوات
مس بنزوات (به انگلیسی: Copper benzoate) یک ترکیب شیمیایی با فرمول شیمیایی Cu(C6H5CO2)2(H2O)x است. این کمپلکس‌های شیمیایی از یون مس و پایه مزدوج بنزوئیک اسید به دست می‌آیند. این ترکیب به عنوان منبع نور آبی در آتش‌بازی کاربرد خاصی پیدا کرده است.

## آماده‌سازی
در آزمایشگاه، مس بنزوات را می‌توان با ترکیب محلول‌های آبی پتاسیم بنزوات و مس سولفات ساخت. مس بنزوات هیدراته به صورت جامدی به رنگ آبی کم‌رنگ رسوب می‌کند:
4 C
6H
5CO
2K  +  2 CuSO
4 · 5H2O   →   Cu
2(C
6H
5CO
2)
4(H
2O)
2  +  2 K
2SO
4  +  8 H
2O
استفاده اولیه از این ترکیب در تولید شعله آبی در آتش‌بازی است. مس بنزوات ساخته شده از سدیم بنزوات برای استفاده در آتش بازی ممکن است منجر به رقیق شدن زرد قوی شعله شود، مگر اینکه رسوب به دقت شسته شود تا یون های سدیم (که زرد روشن ساطع می کنند) حذف شود.